# Stazione di Ferrara Via Boschetto
La stazione di Ferrara Via Boschetto è una fermata ferroviaria posta sulla linea Ferrara-Codigoro.
La gestione è di competenza di Ferrovie Emilia Romagna (FER).

## Storia
La fermata è stata istituita il 15 dicembre 2013.

## Movimento
La stazione è servita dai treni regionali della relazione Ferrara-Codigoro. I treni sono svolti da Trenitalia Tper nell'ambito del contratto di servizio stipulato con la regione Emilia-Romagna.
Nei giorni festivi il servizio ferroviario è sostituito da quattro coppie di autocorse.
A novembre 2019, la stazione risultava frequentata da un traffico giornaliero medio di circa 108 persone (22 saliti + 86 discesi).